# Navěky zůstane čas
Navěky zůstane čas je devatenácté studiové album Hany Zagorové. Nahráno bylo ve studiu Charlies a vyšlo roku 2003.

## Seznam skladeb
| Navěky zůstane čas (album) | Navěky zůstane čas (album)                                        | Navěky zůstane čas (album) |
| Pořadí                     | Název                                                             | Délka                      |
| -------------------------- | ----------------------------------------------------------------- | -------------------------- |
| 1.                         | Navěky zůstane čas (Jiří Březík, Jiří Březík)                     | 02:42                      |
| 2.                         | Odvykám (Lešek Wronka, Karel Šíp)                                 | 03:25                      |
| 3.                         | Smůlu máš (Karel Vágner, Jiří Březík)                             | 03:50                      |
| 4.                         | Krev a šroubky (Tomáš Kympl, Michal Horáček)                      | 04:20                      |
| 5.                         | Lásko vítej (Lešek Wronka, Karel Šíp)                             | 03:53                      |
| 6.                         | Jsi navždy zodpovědný (Jiří Březík, Jiří Březík)                  | 04:27                      |
| 7.                         | Chlap je noc a ženská den (Milan Kovařík, Max Menšík, Petr Šiška) | 04:01                      |
| 8.                         | Zlámané klíče (Miroslav Vydlak, Lukáš Hrabal)                     | 03:52                      |
| 9.                         | Už pár dnů (Lešek Wronka, Petr Šiška)                             | 03:44                      |
| 10.                        | Co jsi zač? (Tomáš Harant, Lukáš Hrabal)                          | 03:12                      |
| 11.                        | Že je mi líto (Jiří Březík, Jiří Březík)                          | 03:42                      |
| 12.                        | Sfoukni půlměsíc (Lešek Wronka, Petr Šiška)                       | 04:00                      |
| Celková délka:             | Celková délka:                                                    | 45:06                      |

## Hudební aranžmá
- Aranžmá: Miroslav Vydlák
- Hudební režie: Miroslav Vydlák, Karel Vágner
- Zvuková režie, střih a mix: Zdeněk Klement
- Producent: Karel Vágner

- Zpěv: Hana Zagorová
- Vokály: Sbor Jiřího Březíka (1,2,3,5,6,9,11), Naďa Wepperová (7)

- Ivan Korený (1,3,6,8,11,12) - kytara
- Václav Týfa (1) - trumpeta
- Vladimír Borýš Secký - saxofon (1)
- Stanislav Penk - trombón (1)
- Gabriela Krčková - zobcová flétna-soprán (6)
- Heroldovo smyčcové kvarteto (4,8,10)